# Mokpo Port
Mokpo Port (engelska: Mokpo Ferry Port, Mokpo Harbour) är en hamn i Sydkorea. Den ligger i den sydvästra delen av landet, 300 km söder om huvudstaden Seoul.  Närmaste större samhälle är Mokpo, 2,8 km öster om Mokpo Port. Runt Mokpo Port är det i huvudsak tätbebyggt.